# KK Vršac
KK Vršac je srpski košarkaški klub iz Vršca. Nastupao je u Jadranskoj ligi i Košarkaškoj ligi Srbije (trenutno). Igra u dvorani Millennium Centar.

## Povijest
Košarkaški klub Hemofarm je osnovan 1946. godine pod imenom "Jedinstvo" i jedan je od najstarijih klubova u regiji. Od svog osnutka se natjecao pod raznim imenima.

## Imena kluba
- Jedinstvo (1946. – 1959.)
- Mladost (1959. – 1967.)
- Inex Brixol (1967. – 1968.)
- Agropanonija (1968. – 1969)
- Vršac (1977. – 1981.)
- Inex Vršac (1981. – 1992.)
- Hemofarm (1992. – 2012.)
- Vršac (2012. –)

## Pokali
- Jadranska liga: pobjednik 2005., finalist 2008.
- Kup Radivoja Koraća: finalist 2001.
- Prvenstvo Srbije i Crne Gore: doprvak 2004. i 2005.
- Kup Radivoja Koraća: finalist 2003., 2006. i 2008.

## Poznati igrači
| - Zlatko Bolić - Milutin Aleksić - Petar Božić | - Darko Miličić - Nenad Mišanović - Petar Popović | - Predrag Šuput - Milenko Topić - Nebojša Bogavac | - Saša Vasiljević - Jasmin Hukić - Robert Conley | - Gerrod Henderson - Rashad Wright - Vonteego Cummings | - Rawle Marshall - Goran Jagodnik |

## Poznati treneri
- Željko Lukajić
- Luka Pavićević
- Miroslav Nikolić
- Vlada Vukoičić
- Stevan Karadžić